# Al Pacino
Al Pacino (Harlem, New York, 1940. április 25.) Oscar-díjas és többszörös Emmy-, Tony- és Golden Globe-díjas olasz származású amerikai színész, a filmtörténelem egyik meghatározó színészegyénisége. Már rögtön az első filmszerepe, a Pánik a Tű parkban előtt Tony-díjat kapott egy Broadway-darabban nyújtott alakításáért. Francis Ford Coppola 1972-ben ráosztotta a Corleone családot irányító maffiavezér, Michael Corleone szerepét A Keresztapa című filmjében, melynek köszönhetően egy csapásra a legnagyobbak között találta magát. Filmjei témájául gyakorta szolgál a szervezett bűnözés, a New York-i olasz maffia: főszerepet játszott A sebhelyesarcúban, a Dick Tracyben Warren Beattyvel, majd a Szemtől szemben felügyelőjeként Robert De Niro illetve a Fedőneve: Donnie Brasco című filmben Johnny Depp partnereként. Az ő nevéhez fűződik mára világhírűvé vált monológja, amit a Minden héten háború című film végén intéz csapatához.

## Élete

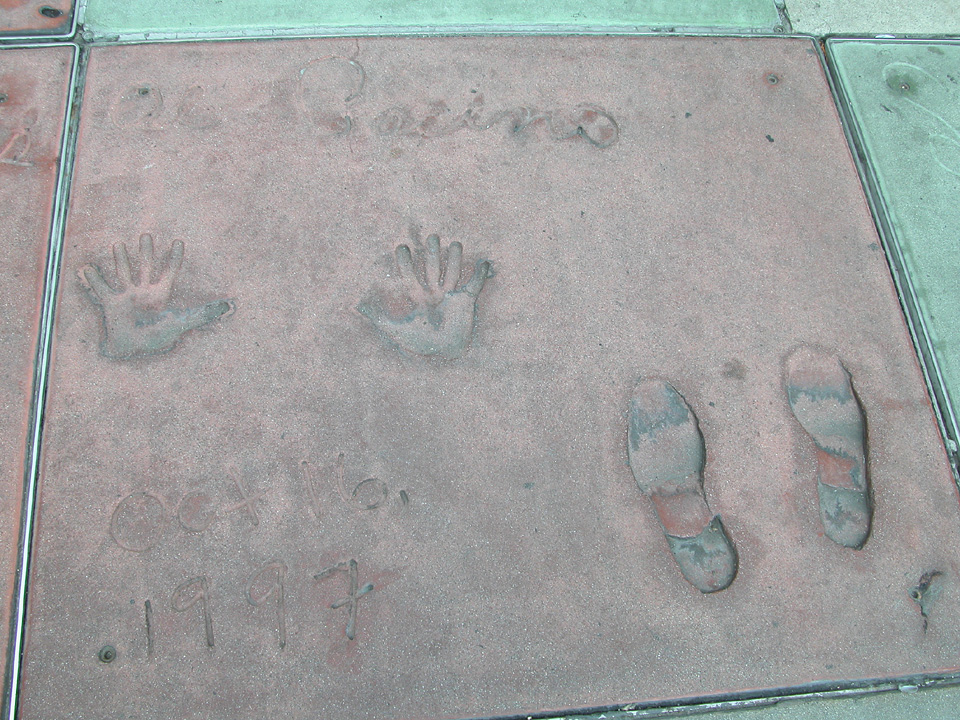
Al Pacino Hollywoodi kéz- és láblenyomata

### A korai évek
A New York-i Bronxban született, szülei szicíliaiak, Salvatore és Rose, akik születése után hamarosan elváltak, és a kis Al a nagyszülők házában talált menedéket. Kedvenc foglalatossága volt a moziban látott filmszereplők hangjának, mozgásának utánzása. Még középiskolás volt, amikor Bronxban Csehov Sirályában lépett fel, és ekkor ébredt rá saját színészi képességeire. A fiatal srác a Broadwayre vágyott, de a tanulást félvállról vette, és ez egyre romló eredményein is meglátszott. Egy ideig alkalmi munkákból tartotta fenn magát, majd Herbergh Berghof tanodájába iratkozott be, de Lee Strasberghez vágyott. Világhírű Actors Stúdiójában próbálta elsajátítani a szakma fortélyait, ahol előtte olyan nagy színészek is tanultak, mint James Dean vagy Marilyn Monroe. A method acting mestere szárnyai alá vette az ifjú titánt, majd off-Broadway-darabokban szerzett neki szerepet. Al végre megvalósíthatta önmagát, és az elkövetkezendő években díjakkal halmozták el munkáiért, többek között Tony- és Obi-díjakkal. Utolsó színházi szerepében egy kábítószerfüggő fiatalt formált meg, s bár ezután egyenesen a mozivászonra került, a rendezők és producerek még sokáig visszatértek a drogos témához. Első két játékfilmjében ugyanis szintén drogfüggő csődtömegeket személyesít meg, akiknek nincs módjuk és nincs erejük ahhoz, hogy szakítsanak züllött életükkel. A Pánik a Tű parkban direktora így jellemezte a lehengerlő tehetségű sztárpalántát: „Látszatra érdektelen, csúnya kisember, ám amikor beszélni, mozogni kezd, szemében lézersugár gyullad ki”.

### Az 1970-es évek – A Keresztapa
Pályája nehezen indult be, és ha Francis Ford Coppola késhegyre menő viták árán nem fogadtatja el a Paramount Pictures fejeseivel, hogy ő játssza A Keresztapa című epikus gengszterfilm egyik főszerepét, talán ma egy legendával szegényebbek lennénk. Pacino az első próbafelvételeken nem győzte meg a stúdió vezetőit, akik ki akarták rúgni, de a sokat emlegetett éttermi mészárlásjelenetben már minden kétséget eloszlatott afelől, hogy ő a legautentikusabb választás a fiatal katonatiszt szerepére, aki apja, a mindenható maffiafőnök (Marlon Brando) helyébe lépve a családi vállalkozás élére áll. Pacinót beszippantotta Hollywood, és a Keresztapáért Oscar-díjra jelölték, ezt azonban még nem sikerült beváltania. Sőt, díjak tekintetében sokáig a legmellőzöttebbek közé tartozott. A Keresztapa azonban mérföldkő lett Új-Hollywood történelmében, felfrissítette műfajának lelassult véráramát, és a nyomában valóságos „gengszterfilmdömping” indult el. A két évvel későbbi folytatásban már abszolút főszereplő volt, s noha ismételten jelölték, újfent alulmaradt, ezúttal Art Carney-val szemben.
Filmes karrierje sínre került, és innentől kezdve a legjobb rendezők álltak sorba Pacinóért, így nem csoda, hogy a következő években szinte csak neves filmkészítőkkel dolgozott együtt. Erőteljes alakításokat nyújtott Sydney Lumet két filmjében, a klasszikussá vált Serpico-ban (1973) mint túlzottan lelkiismeretes rendőr, aki le akarja leplezni a szervezeten belüli korrupciót – ezért az alakításáért Golden Globe-díjat kapott -, és a Kánikulai délután-ban (1975) mint kétbalkezes, biszexuális bankrabló. Ezután néhány kevésbé sikeres film következett, mint például az egy autóversenyző életéről szóló Bobby Deerfield (1977). Az évtized végén újfent Oscar-díjra jelölték a Norman Jewison által rendezett Az igazság mindenkié (1979) című filmdrámában nyújtott erőteljes alakításáért, melyben egy mindenre elszánt ügyvédet kelt életre. Azonban az aranyszobrocska ismételten elmaradt.

### Az 1980-as évek – Egy újabb legendás szerep
Számos filmszerepet visszautasított, ezek között van a Kramer kontra Kramer és az Apokalipszis most. A Csillagok háborújában Han Solo is lehetett volna, de ő nem kedveli a fantasztikus filmeket. A sikeresnek mondható előző évtized után a nyolcvanas években néhány alacsonyabb színvonalú produkcióhoz is leszerződött. Ilyen például William Friedkin nagy vihart kavart bűnügyi filmje, a Portyán (1980) és a Szerző! Szerző! (1982) című film, melyben komikus oldalát csillogtatja meg. Ebből az időszakból kétségkívül egyedül A sebhelyesarcú méltó említésre, amelyben Tony Montanát, a kubai bevándorlót formálja meg, remekül. A hazájában is bűnözőként tevékenykedő Montana az Újvilág felé hajózva elhatározza, hogy az alvilági vezetőség bizalmába férkőzve megfosztja trónjuktól Miami hírhedt drogbáróit. Poliészteröltönyök, füstös klubok, literszámra ömlő vér (a láncfűrészes jelenet Brian De Palma tisztelgése Alfred Hitchcock Psycho című filmje előtt), nyitott tetejű autók, virágmintás ingek, árulás és becsület. Pacino talán legmeggyőzőbb Montana szerepében: amit itt művel, az tulajdonképpen a mohó, mégis avítt becsületkódex alapján dolgozó, dél-amerikai proletár gondos reprezentációja. A közönség és a kritikusok egyaránt el voltak ragadtatva Pacino játékától, a szakma azonban meglepő módon „csak” Golden Globe-díjra jelölte, amelyet végül meg sem kapott, és az alkotás is elkerülte az akadémia figyelmét. Az Amerika fegyverben (1985) című, az amerikai függetlenségi háborúról szóló filmben Pacino messze elmaradt előző alakításaitól, és mind a film, mind pedig a színész hatalmasat bukott; nem mellékesen az Arany Málna díjak sem kerülték el a produkciót. Talán ennek a váratlan kudarcnak tudható be, hogy a színész a következő három évben nem is vállalt el semmilyen munkát. Az évtizedet egy mérsékelt krimivel, A szerelem tengere (1989) című filmmel zárja, melyben Ellen Barkin és John Goodman voltak a partnerei. Ebben az évtizedben Pacino nem teljesített túl sikeresen, így nem meglepő, hogy ebben az időszakban egyetlenegy Oscar-jelölést sem kapott, pedig egyesek szerint már igazán járt volna neki ez a kitüntetés.

### Az 1990-es évek – A várva várt Oscar-díj
1990-ben Warren Beatty képregény-adaptációjában, a Dick Tracy groteszk maffiózószerepében tündököl és ugyanebben az évben játssza el utoljára Michael Corleone szerepét a keresztapa-trilógia befejező részében. A Keresztapa III. ugyan sikeres volt bemutatásakor, azonban ez a siker messze elmaradt elődeitől és Pacino is emiatt vállalta el nehezen a szerepet, mondván a második rész már lezárta a történetet. A Krumplirózsa (1991) című romantikus drámában Michelle Pfeiffer volt a partnere, a rossz életű szakács szerepe visszaszerezte Pacino népszerűségét, mind a közönség, mind a rendezők körében. 1992-ben az Egy asszony illata című filmdrámában kritikus humorral, megfáradt iróniával és lírai szomorúsággal tölti fel Frank Slade, a vak alezredes drasztikus szerepét. Jutalomjátékát Oscarral honorálják, bár a közvélemény szerint ez egyértelműen vigaszdíj volt, egy eddig nem honorált életmű kései elismerése. Szintén ebben az évben szerepel még a sztárok egész sorát felvonultató Glengarry Glen Ross című filmben, melyért szintén jelölte őt az akadémia, mint legjobb mellékszereplőt. Pacino szekere innentől kezdve vágtatni kezdett: a Carlito útja (1993) egy újabb gengsztermozi, de ezúttal ő játssza az erkölcsös, börtönviselt maffiózót, aki szeretné otthagyni New York alvilágának mocskát, és egy autókölcsönzőt nyitni egy távoli, békés szigeten. Rendkívüli film, amelyben Sean Penn élete egyik legtalálóbb szerepében brillíroz, Pacino pedig ismét nem hazudtolja meg önmagát. Joe Cocker betétdala még tragikusabbá teszi ezt az árulásról és szerelemről szóló gengszterballadát, amelyet érdemes több ponton is összehasonlítani A sebhelyesarcúval. Hiszen mindkét mű főhőse elbukik a küzdelemben, de míg egyikük nem képes a puskacsőnél messzebbre látni, és csak saját vérbosszújára gondol az utolsó pillanatig, addig a másik ellöki magától a változó értékeket, kitágul előtte a horizont; ironikus módon épp egy futni hagyott helyi kiskirály döfi hátába a kést.
1995-ben a Szemtől szembent forgatja Robert De Niro társaságában, álomszereposztással. Michael Mann nagyszabású akciófilmje óriási lenyomatot hagyott maga után, amit mi sem bizonyít erősebben, minthogy hamarosan videójáték dolgozza fel a rabló-pandúr történetet. 1996-ban Pacino a rendezői székben is kipróbálta magát a Richard nyomában című történelmi film forgatása alatt, majd 1997-ben Az ördög ügyvédje következett, amelyben a ördögöt mintázta meg nagy sikerrel Keanu Reeves oldalán. Ugyanebben az évben ismét egy maffiafilmben tündökölt az ifjú Johnny Depp partnereként, a Fedőneve: Donnie Brasco című krimiben. Egy év szünet után a Minden héten háború (1999) című filmben egy amerikai futballcsapat edzőjét alakította, majd ismét Michael Mann-nel dolgozott együtt egy Russell Crowe főszereplésével készült moziban, A bennfentes című thrillerben, melyet a következő évben hét kategóriában jelöltek Oscar-díjra.

### 2000 után
Az új évezred elején ismételten egy kisebb szünet következett, viszont 2002-ben három filmet is forgatott. Christopher Nolan Álmatlanság című thrillerében Pacino egy sokat tapasztalt Los Angeles-i nyomozót keltett életre, aki társával egy kis alaszkai faluba utazik, hogy elkapja egy tizenhét éves lány gyilkosát.
A másik két filmje, az Ismerős játékok és a Gengszter románc viszont egytől egyig kudarcot vallottak. Az HBO is sugározta az Angyalok Amerikában című minisorozatot, amelyben Pacino első ízben jelenik meg a közönség előtt televíziós produkcióban és ráadásul őszes hajjal. A film homoszexualitásról, vallásról, politikáról, életről szól. Roger Donaldson Beavatás (2003) című kalandfilmjében a Colin Farrell által alakított James Clayton életének megváltoztatására törekszik kiképzője, Walter Burke, akit Al Pacino kelt életre. A CIA öreg rókája ráveszi a kiképzőközpont legkitűnőbb diákját, hogy legyen a tanítványa, de hogy teljes jogkörű ügynök lehessen, előbb túl kell élnie a kiképzést.
2004-ben Michael Radford rendező Shakespeare-adaptációjában, A velencei kalmárban Shylockot formálta meg Jeremy Irons oldalán. A szerepét eredetileg Marlon Brando kapta volna, azonban a színészlegenda gyenge egészségi állapota miatt nem vállalta a munkát. D.J. Caruso is Pacinóban látta meg A pénz beszél egyik főhősét, Waltert, aki sportfogadásokkal üzletel, majd a szárnyai alá veszi az egykori futballsztárt – őt Matthew McConaughey játssza – és sajátos módszereivel kihozza belőle a maximumot.
A 2007-es 88 perc című moziban Al Pacino alakítja azt a professzort is, aki másodállásban az FBI-nál tevékenykedik, mint pszichiáter, és egy nap halálos fenyegetést kap, miszerint 88 perce van hátra az életből. Szintén ebben az évben szerepelt még az utóbbi évek egyik sikerfilmjének második folytatásában, az Ocean’s Thirteenben is George Clooney és Brad Pitt oldalán. 2008-ban ismét együtt játszott Robert De Niróval A törvény gyilkosa című krimiben. A film a vártnál gyengébben szerepelt a mozik pénztáránál.

## Magánélete
Al Pacinót már évek óta Hollywood örök agglegényének tartják és talán ennek tudható be az is, hogy sztárkollégáitól eltérően ő feltűnően keveset szerepel a neve a különböző bulvárlapok hasábjain. A színész kapcsolatai rövid ideig tartottak, az egyetlen kivétel a neves színésznő, Beverly D’Angelo volt, akivel 1997 óta élt együtt és aki 2001 januárjában ikreket hozott világra. Ezután azonban kapcsolatuk megromlott, és nem éppen békés körülmények között váltak el egymástól.

## Magyar hangjai
Legtöbbször – 27 alkalommal – Végvári Tamás kölcsönözte a hangját. Szinkronizálta még: Szakácsi Sándor öt alkalommal; Háda János és Dunai Tamás két alkalommal, valamint Dörner György, Fekete Ernő, Jakab Csaba, Reviczky Gábor, Sebestyén András, Schnell Ádám, Szacsvay László 1 alkalommal.

## Filmográfia

### Film

#### Rendező és producer
| Év   | Magyar cím         | Eredeti cím         | Feladatkör | Feladatkör | Megjegyzések                   |
| Év   | Magyar cím         | Eredeti cím         | Rendező    | Producer   | Megjegyzések                   |
| ---- | ------------------ | ------------------- | ---------- | ---------- | ------------------------------ |
| 1996 | Richárd nyomában   | Looking for Richard | Igen       | Igen       | dokumentumfilm                 |
| 2000 | Kínai kávé         | Chinese Coffee      | Igen       | Nem        |                                |
| 2011 |                    | Wilde Salomé        | Igen       | Nem        | dokumentumfilm forgatókönyvíró |
| 2013 |                    | Salomé              | Igen       | Nem        |                                |
| 2014 | Az utolsó felvonás | The Humbling        | Nem        | Igen       |                                |

#### Színész
| Év   | Magyar cím                               | Eredeti cím                               | Szerep                         | Magyar hang       | Rendező                   |
| ---- | ---------------------------------------- | ----------------------------------------- | ------------------------------ | ----------------- | ------------------------- |
| 1969 | Én, Natalie                              | Me, Natalie                               | Tony                           |                   | Fred Coe                  |
| 1971 | Pánik a Tű parkban                       | The Panic in Needle Park                  | Bobby Lionelli                 | Fekete Ernő Tibor | Jerry Schatzberg (1.)     |
| 1972 | A Keresztapa                             | The Godfather                             | Michael Corleone               | Végvári Tamás     | Francis Ford Coppola (1.) |
| 1972 | A Keresztapa                             | The Godfather                             | Michael Corleone               | Jakab Csaba       | Francis Ford Coppola (1.) |
| 1972 | A Keresztapa                             | The Godfather                             | Michael Corleone               | Végvári Tamás     | Francis Ford Coppola (1.) |
| 1973 | Madárijesztő                             | Scarecrow                                 | Francis Lionel "Lion" Delbuchi | Szacsvay László   | Jerry Schatzberg (2.)     |
| 1973 | Madárijesztő                             | Scarecrow                                 | Francis Lionel "Lion" Delbuchi | Háda János        | Jerry Schatzberg (2.)     |
| 1973 | Serpico                                  | Serpico                                   | Frank Serpico                  | Szakácsi Sándor   | Sidney Lumet (1.)         |
| 1974 | A Keresztapa II.                         | The Godfather Part II                     | Michael Corleone               | Végvári Tamás     | Francis Ford Coppola (2.) |
| 1975 | Kánikulai délután                        | Dog Day Afternoon                         | Sonny Wortzik                  | Sebestyén András  | Sidney Lumet (2.)         |
| 1975 | Kánikulai délután                        | Dog Day Afternoon                         | Sonny Wortzik                  | Seder Gábor       | Sidney Lumet (2.)         |
| 1975 | Kánikulai délután                        | Dog Day Afternoon                         | Sonny Wortzik                  | Háda János        | Sidney Lumet (2.)         |
| 1977 | Bobby Deerfield                          | Bobby Deerfield                           | Bobby Deerfield                | Szakácsi Sándor   | Sydney Pollack            |
| 1979 | Az igazság mindenkié                     | And Justice for All                       | Arthur Kirkland                | Schnell Ádám      | Norman Jewison            |
| 1980 | Portyán                                  | Cruising                                  | Steve Burns                    | Faragó József     | William Friedkin          |
| 1982 | Szerző! Szerző!                          | Author! Author!                           | Ivan Travelian                 | Dörner György     | Arthur Hiller             |
| 1982 | Szerző! Szerző!                          | Author! Author!                           | Ivan Travelian                 | Végvári Tamás     | Arthur Hiller             |
| 1983 | A sebhelyesarcú                          | Scarface                                  | Tony Montana                   | Végvári Tamás     | Brian De Palma (1.)       |
| 1985 | Amerika fegyverben                       | Revolution                                | Tom Dobb                       | Végvári Tamás     | Hugh Hudson               |
| 1985 | Amerika fegyverben                       | Revolution                                | Tom Dobb                       | Szakácsi Sándor   | Hugh Hudson               |
| 1989 | A szerelem tengere                       | Sea of Love                               | Frank Keller nyomozó           | Szakácsi Sándor   | Harold Becker (1.)        |
| 1989 | A szerelem tengere                       | Sea of Love                               | Frank Keller nyomozó           | Széles László     | Harold Becker (1.)        |
| 1990 | A kiközösített                           | The Local Stigmatic                       | Graham                         |                   | David F. Wheeler          |
| 1990 | Dick Tracy                               | Dick Tracy                                | Nagymenő                       | Reviczky Gábor    | Warren Beatty             |
| 1990 | A Keresztapa III.                        | The Godfather Part III                    | Michael Corleone               | Végvári Tamás     | Francis Ford Coppola (3.) |
| 1991 | Krumplirózsa                             | Frankie and Johnny                        | Johnny                         | Dörner György     | Garry Marshall            |
| 1992 | Glengarry Glen Ross                      | Glengarry Glen Ross                       | Richard "Ricky" Roma           | Végvári Tamás     | James Foley (1.)          |
| 1992 | Egy asszony illata                       | Scent of a Woman                          | Frank Slade alezredes          | Végvári Tamás     | Martin Brest (1.)         |
| 1993 | Carlito útja                             | Carlito's Way                             | Carlito "Charlie" Brigante     | Végvári Tamás     | Brian De Palma (2.)       |
| 1995 | Egy nap a mozi                           | Two Bits                                  | Gitano Sabatoni                | Végvári Tamás     | James Foley (2.)          |
| 1995 | Szemtől szemben                          | Heat                                      | Vincent Hanna                  | Végvári Tamás     | Michael Mann (1.)         |
| 1996 | Minden gyanú felett                      | City Hall                                 | John Pappas polgármester       | Végvári Tamás     | Harold Becker (2.)        |
| 1997 | Fedőneve: Donnie Brasco                  | Donnie Brasco                             | Benjamin "Lefty" Ruggiero      | Végvári Tamás     | Mike Newell               |
| 1997 | Az ördög ügyvédje                        | The Devil's Advocate                      | John Milton                    | Végvári Tamás     | Taylor Hackford           |
| 1999 | A bennfentes                             | The Insider                               | Lowell Bergman                 | Végvári Tamás     | Michael Mann (2.)         |
| 1999 | Minden héten háború                      | Any Given Sunday                          | Tony D'Amato                   | Végvári Tamás     | Oliver Stone              |
| 2000 | Kínai kávé                               | Chinese Coffee                            | Harry Levine                   |                   | Al Pacino (1.)            |
| 2002 | Álmatlanság                              | Insomnia                                  | Will Dormer nyomozó            | Végvári Tamás     | Christopher Nolan         |
| 2002 | Simone – Sztárcsináló 1.0                | Simone                                    | Viktor Taransky                | Végvári Tamás     | Andrew Niccol             |
| 2002 | Ismerős játékok                          | People I Know                             | Eli Wurman                     | Végvári Tamás     | Daniel Algrant            |
| 2003 | Beavatás                                 | The Recruit                               | Walter Burke                   | Végvári Tamás     | Roger Donaldson           |
| 2003 | Gengszter románc                         | Gigli                                     | Starkman                       | Végvári Tamás     | Martin Brest (2.)         |
| 2004 | A velencei kalmár                        | The Merchant of Venice                    | Shylock                        | Végvári Tamás     | Michael Radford           |
| 2005 | Pénz beszél                              | Two for the Money                         | Walter Abrams                  | Végvári Tamás     | D. J. Caruso              |
| 2007 | 88 perc                                  | 88 Minutes                                | Jack Gramm                     | Végvári Tamás     | Jon Avnet (1.)            |
| 2007 | Ocean’s Thirteen – A játszma folytatódik | Ocean's Thirteen                          | Willie Banks                   | Végvári Tamás     | Steven Soderbergh         |
| 2008 | A törvény gyilkosa                       | Righteous Kill                            | David Fisk nyomozó             | Végvári Tamás     | Jon Avnet (2.)            |
| 2011 | Senki fia                                | The Son of No One                         | Charles Stanford nyomozó       | Csuja Imre        | Dito Montiel              |
| 2011 | Jack és Jill                             | Jack and Jill                             | önmaga                         | Reviczky Gábor    | Dennis Dugan              |
| 2012 | Született gengszterek                    | Stand Up Guys                             | Val                            | Csuja Imre        | Fisher Stevens            |
| 2013 |                                          | Salomé                                    | Heródes                        |                   | Al Pacino (2.)            |
| 2014 | Manglehorn – Az elveszett szerelem       | Manglehorn                                | A.J. Manglehorn                | Dörner György     | David Gordon Green        |
| 2014 | Manglehorn – Az elveszett szerelem       | Manglehorn                                | A.J. Manglehorn                | Fodor Tamás       | David Gordon Green        |
| 2014 | Az utolsó felvonás                       | The Humbling                              | Simon Axler                    | Dörner György     | Barry Levinson            |
| 2015 | Danny Collins                            | Danny Collins                             | Danny Collins                  | Dörner György     | Dan Fogelman              |
| 2016 | A megtévesztésen túl                     | Misconduct                                | Charles Abrams                 | Dörner György     | Shintaro Shimosawa        |
| 2017 | Szomália kalózai                         | The Pirates of Somalia                    | Seymour Tolbin                 | Barbinek Péter    | Bryan Buckley             |
| 2017 | A hóhér                                  | Hangman                                   | Archer nyomozó                 | Reviczky Gábor    | Johnny Martin             |
| 2019 | Volt egyszer egy Hollywood               | Once Upon a Time in Hollywood             | Marvin Schwarz                 | Reviczky Gábor    | Quentin Tarantino         |
| 2019 | Az ír                                    | The Irishman                              | Jimmy Hoffa                    | Dunai Tamás       | Martin Scorsese           |
| 2021 | Az árulás csapdájában                    | American Traitor: The Trial of Axis Sally | James Laughlin                 | Dunai Tamás       | Michael Polish            |
| 2021 | A Gucci-ház                              | House of Gucci                            | Aldo Gucci                     | Dörner György     | Ridley Scott              |
| 2023 | Knox notesza                             | Knox Goes Away                            | Xavier Crane                   | Faragó András     | Michael Keaton            |
| 2024 |                                          | Modì, Three Days on the Wing of Madness   | Maurice Gangnat                |                   | Johnny Depp               |
| 2025 | A végső rítus                            | The Ritual                                | Theophilus Riesinger atya      | Reviczky Gábor    | David Midell              |
| 2025 |                                          | In the Hand of Dante                      | Carmine                        |                   | Julian Schnabel           |
| 2025 |                                          | Dead Man's Wire                           |                                |                   | Gus Van Sant              |

### Dokumentumfilm
| Év   | Magyar cím           | Eredeti cím                  | Szerep                  | Rendező         | Megjegyzések                     |
| ---- | -------------------- | ---------------------------- | ----------------------- | --------------- | -------------------------------- |
| 1991 | Madonnával az ágyban | Madonna: Truth or Dare       | önmaga (cameo)          | Alek Keshishian |                                  |
| 1996 | Richárd nyomában     | Looking for Richard          | narrátor / III. Richárd | Al Pacino       | - magyar hangja: - Végvári Tamás |
| 1997 |                      | Pitch                        | önmaga                  | Kenny Hotz      |                                  |
| 1997 | Spencer Rice         | Pitch                        | önmaga                  |                 |                                  |
| 2001 |                      | America: A Tribute to Heroes | önmaga                  |                 | különkiadás                      |
| 2009 | Én mindenről tudtam  | I Knew It Was You            | önmaga                  | Richard Shepard |                                  |
| 2011 |                      | Wilde Salomé                 | Heródes                 | Al Pacino       |                                  |
| 2012 |                      | Casting By                   | önmaga                  | Tom Donahue     |                                  |

### Televízió
| Év        | Magyar cím                 | Eredeti cím         | Szerep             | Magyar hang    | Megjegyzések           |
| --------- | -------------------------- | ------------------- | ------------------ | -------------- | ---------------------- |
| 1968      |                            | N.Y.P.D.            | John James         |                | 1 epizód               |
| 2003      | Angyalok Amerikában        | Angels in America   | Roy Cohn           |                | minisorozat (6 epizód) |
| 2010      | Dr. Halál                  | You Don't Know Jack | Dr. Jack Kevorkian | Reviczky Gábor | tévéfilm               |
| 2013      | Phil Spector               | Phil Spector        | Phil Spector       | Dörner György  | tévéfilm               |
| 2018      | Paterno – Eltemetett bűnök | Paterno             | Joe Paterno        | Dörner György  | tévéfilm               |
| 2020–2023 | Vadászok                   | Hunters             | Meyer Offerman     | Fodor Tamás    | 18 epizód              |

## Fontosabb díjak és jelölések
- Oscar-díj
  - 1993 – díj: legjobb férfi főszereplő – Egy asszony illata (1992)
  - 2020 – jelölés: legjobb férfi mellékszereplő – Az ír (2019)
  - 1993 – jelölés: legjobb férfi mellékszereplő – Glengarry Glen Ross (1992)
  - 1991 – jelölés: legjobb férfi mellékszereplő – Dick Tracy (1990)
  - 1980 – jelölés: legjobb férfi főszereplő – ...és légyen igazság (1979)
  - 1976 – jelölés: legjobb férfi főszereplő – Kánikulai délután (1975)
  - 1975 – jelölés: legjobb férfi főszereplő – A Keresztapa II. (1974)
  - 1974 – jelölés: legjobb férfi főszereplő – Serpico (1973)
  - 1973 – jelölés: legjobb férfi mellékszereplő – A Keresztapa (1972)
- Golden Globe-díj
  - 2011 – díj: legjobb férfi főszereplő (minisorozat vagy tévéfilm) – Dr. Halál (2010)
  - 2004 – díj: legjobb férfi főszereplő (minisorozat vagy tévéfilm) – Angyalok Amerikában (2003)
  - 2001 – díj: Cecil B. DeMille-életműdíj
  - 1993 – díj: Legjobb férfi főszereplő (filmdráma) – Egy asszony illata (1992)
  - 1974 – díj: Legjobb férfi főszereplő (filmdráma) – Serpico (1973)
  - 2021 – jelölés: legjobb férfi főszereplő (drámasorozat) – Vadászok (2020)
  - 2020 – jelölés: legjobb férfi mellékszereplő – Az ír (2019)
  - 2016 – jelölés: legjobb férfi főszereplő (musical/vígjáték) – Danny Collins (2015)
  - 2014 – jelölés: legjobb férfi főszereplő (minisorozat vagy tévéfilm) – Phil Spector (2013)
  - 1993 – jelölés: legjobb férfi mellékszereplő – Glengarry Glen Ross (1992)
  - 1991 – jelölés: legjobb férfi főszereplő (filmdráma) – A Keresztapa III. (1990)
  - 1993 – jelölés: legjobb férfi mellékszereplő – Dick Tracy (1990)
  - 1990 – jelölés: legjobb férfi főszereplő (filmdráma) – A szerelem tengere (1989)
  - 1984 – jelölés: legjobb férfi főszereplő (filmdráma) – A sebhelyesarcú (1983)
  - 1983 – jelölés: legjobb férfi főszereplő (musical/vígjáték) – Szerző! Szerző! (1982)
  - 1980 – jelölés: legjobb férfi főszereplő (filmdráma) – ...és légyen igazság (1979)
  - 1978 – jelölés: legjobb férfi főszereplő (filmdráma) – Bobby Deerfield (1977)
  - 1976 – jelölés: legjobb férfi főszereplő (filmdráma) – Kánikulai délután (1975)
  - 1975 – jelölés: legjobb férfi főszereplő (filmdráma) – A Keresztapa II. (1974)
  - 1973 – jelölés: legjobb férfi főszereplő (filmdráma) – A Keresztapa (1972)
- BAFTA-díj
  - 1976 – díj: legjobb férfi főszereplő – Kánikulai délután (1975) , A Keresztapa II. (1974)
  - 2020 – jelölés: legjobb férfi mellékszereplő – Az ír (2019)
  - 1991 – jelölés: legjobb férfi mellékszereplő – Dick Tracy (1990)
  - 1975 – jelölés: legjobb férfi főszereplő – Serpico (1973)
  - 1973 – jelölés: legjobb színészi debütálás – A Keresztapa (1972)
- Emmy-díj
  - 2010 – díj: legjobb férfi mellékszereplő (televíziós minisorozat vagy tévéfilm) – Dr. Halál (2010)
  - 2004 – díj: legjobb férfi mellékszereplő (televíziós minisorozat vagy tévéfilm) – Angyalok Amerikában (2003)
- David di Donatello-díj
  - 1974 – díj: legjobb külföldi színész – Serpico (1973)
  - 1973 – díj: Különdíj – A Keresztapa (1972)
  - 1994 – jelölés: legjobb külföldi színész – Carlito Útja (1993)
- Karlovy Vary-i Nemzetközi Filmfesztivál
  - 1980 – díj: legjobb férfi színész – ...és légyen igazság (1979)
- San Sebastián-i Nemzetközi Filmfesztivál
  - 1996 – díj: Donostia-díj
  - 1975 – díj: Ezüst Kagyló – Kánikulai délután (1975)
- Velencei Nemzetközi Filmfesztivál
  - 2004 – díj: Arany Oroszlán – Életműdíj

### Egyéb elismerései

#### Díjak
- American Cinematheque Gala Tribute
  - 2005: American Cinematheque-díj
- Amerikai Film Intézet
  - 2007: Életműdíj
- Amerikai Filmkritikusok Szövetsége
  - 1973: Legjobb színész – A keresztapa
- Amerikai Komédia-díj
  - 1991: Legjobb férfi mellékszereplő – Dick Tracy
- Amerikai Rendezők Társulata
  - 1997: Legjobb dokumentumfilm-rendező – Richard nyomában
- Bostoni Filmfesztivál
  - 1992: Elismerés-díj
- Bostoni Filmkritikusok Szövetsége
  - 1997: Legjobb színész – Fedőneve: Donnie Brasco
- Filmszínészek Egyesülete
  - 2004: Legjobb férfi főszereplő – minisorozat vagy tévéfilm – Angyalok Amerikában
- Gotham-díj
  - 1996: Életműdíj
- Kansas City Filmkritikusok Szövetsége
  - 1976: Legjobb színész – Kánikulai délután
- Lincoln Center Film Egyesület
  - 2000: Gala Tribute
- Los Angelesi Filmkritikusok Szövetsége
  - 1975: Legjobb színész – Kánikulai délután
- Nemzeti Filmszemle, USA
  - 1973: Legjobb színész – Serpico
- Nemzeti Filmszemle, USA
  - 1972: Legjobb mellékszereplő – A keresztapa
- Valladolid Nemzetközi Filmfesztivál
  - 1992: Legjobb férfi alakítás (megosztva) – Glengarry Glen Ross
- Goldene Kamera Berlin 
  - 2013: Életműdíj

#### Jelölések
- Amerikai Fantázia és Horrorfilmek Akadémiája
  - 1998: Legjobb színész jelölés – Az ördög ügyvédje
  - 1998: Legjobb mellékszereplő jelölés – Dick Tracy
- Amerikai Mozi-díj
  - 1980: Legjobb színész jelölés – … és légyen igazság!
- Arany Alma-díj
  - 1975: Az év férfi sztárja jelölés
- Blockbuster Entertainment
  - 2000: Legjobb férfi alakítás jelölés – Minden héten háború
- Chlotrudis-díj
  - 1998: Legjobb színész jelölés – Fedőneve: Donnie Brasco
- Independent Spirit-díj
  - 1997: Truer Than Fiction-díj jelölés – Richard nyomában
- Londoni Filmkritikusok Szövetsége
  - 2003: Legjobb színész jelölés – Álmatlanság
- MTV Movie-díj
  - 1998: Legjobb gonosz jelölés – Az ördög ügyvédje
- Satellite-díj
  - 2004: Legjobb férfi alakítás – minisorozat vagy tévéfilm jelölés – Angyalok Amerikában
  - 2000: Legjobb férfi alakítás jelölés – A bennfentes
- Teen Choice-díj
  - 2007: Legjobb gonosz jelölés – Ocean’s Thirteen – A játszma folytatódik
- Televízió Kritikusok Egyesülete
  - 2004: Legjobb TV színész jelölés – Angyalok Amerikában

## Fordítás
- Ez a szócikk részben vagy egészben  az   Al Pacino című angol Wikipédia-szócikk fordításán alapul.  Az eredeti cikk szerkesztőit annak laptörténete sorolja fel. Ez a jelzés csupán a megfogalmazás eredetét és a szerzői jogokat jelzi, nem szolgál a cikkben szereplő információk forrásmegjelöléseként.